# WSP Global

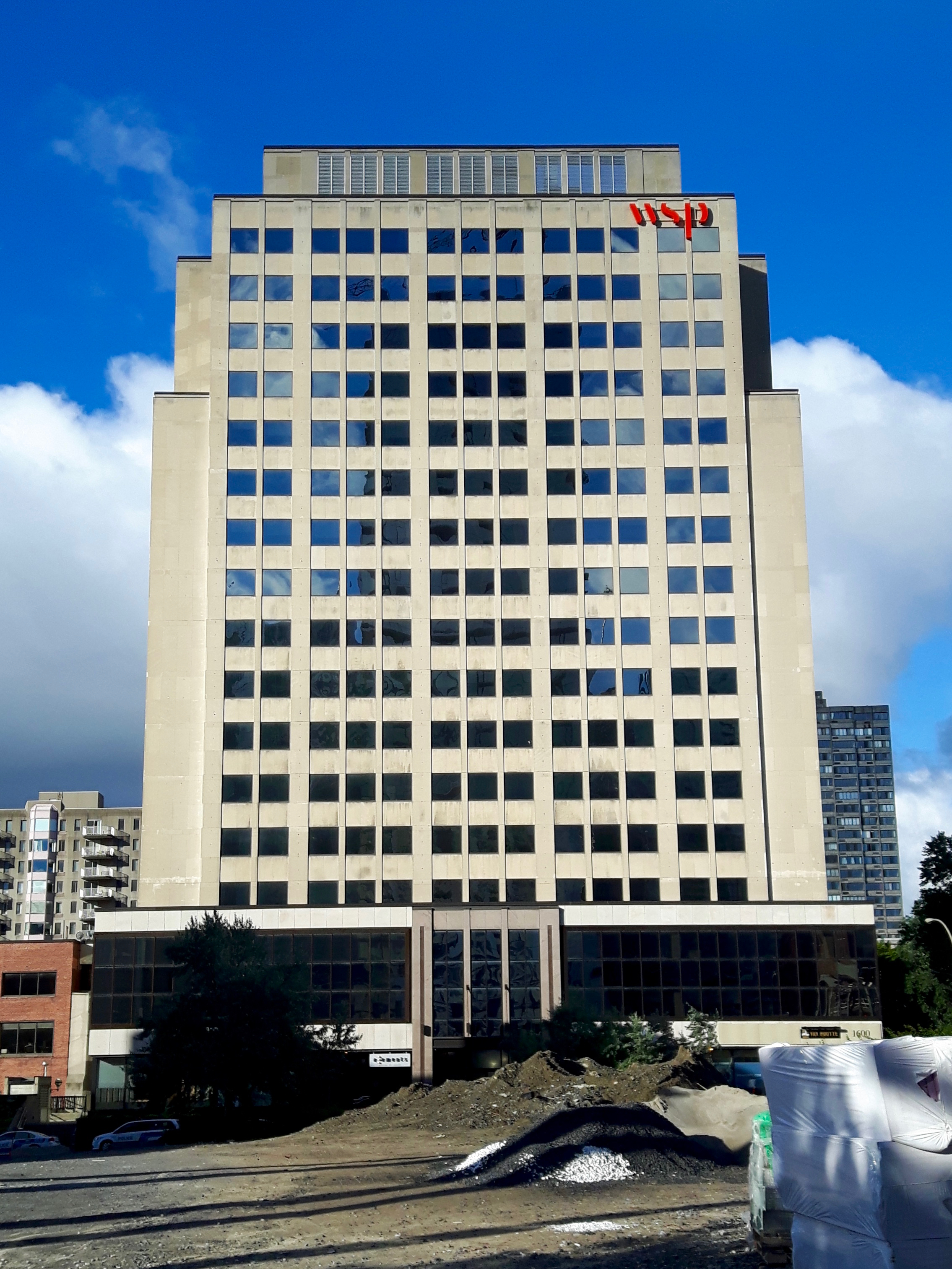
Siège de WSP Global

WSP Global Inc., anciennement Genivar, est une entreprise québécoise (Canada) de services professionnels, qui fournit des services de gestion et de conseil dans le domaine de l'environnement bâti et naturel. Elle est cotée à la Bourse de Toronto. Après l'achat de la société de services professionnels Parsons Brinckerhoff, basée à New York, en octobre 2014, WSP Global est effectivement devenue l'une des plus grandes sociétés de services professionnels au monde. WSP a environ 73 300 employés dans 500 bureaux répartis en plus de 40 pays.

## Histoire
L’appellation Genivar a été acquise en 1993 mais l’origine de l’entreprise remonte à l’année 1959. Il y a eu plusieurs dénominations sociales au cours des années. Au début, la firme était une société privée, convertie plus tard en compagnie à capital-actions limité pour devenir, en 2006, une société publique inscrite à la Bourse de Toronto.
À l’origine, la firme offrait uniquement des services de génie dans les domaines de la mécanique et de l’électricité du bâtiment. À la suite d'acquisitions et de fusions, les services se sont grandement diversifiés.
De 1996 à 2016, sous la présidence de Pierre Shoiry, l’entreprise a pris une expansion considérable. Alexandre L'Heureux, chef de la direction financière de 2010 à 2016, est présentement président et chef de la direction.
En 2012, Genivar acquiert l'entreprise britannique WSP pour 440 millions de dollars, à la suite de cela elle reprend le nom de WSP, tout en gardant son siège social à Montréal.
En 2013, François Perreault, un ancien dirigeant de la firme, reconnaît devant la commission Charbonneau avoir mis en place un système de fausse facturation dans le but de recueillir de l’argent pour financer des partis politiques,.
En date du 1er janvier 2014, Genivar est devenue WSP Global.
En septembre 2014, WSP annonce l'acquisition pour 1,24 milliard de dollars de Parsons Brinckerhoff, une filiale de Balfour Beatty,.
En 2015, le Ministère des Transports du Québec poursuit l'entreprise à hauteur de 1 million de dollars dans le cadre de problèmes reliés à des travaux de reconstruction d'un pont en 2012.
En août 2022, l'entreprise formalise l'acquisition d'une firme britannique, RPS, pour développer son expertise en ESG.
En janvier 2023, WSP intègre l'entreprise suisse Bonnard et Gardel (BG) Ingénieurs Conseils.

## Activité et chiffres clés
Les activités de génie-conseil de WSP se font dans les domaines des infrastructures urbaines et du bâtiment, des industries, du transport, de l'environnement et de l'énergie.
Les produits des activités ordinaires de l'exercice 2016 sont de 6 379,6 M$ et produits des activités ordinaires nets de 4 895,1 M$, en hausse respectivement de 5,2 % et de 9,1 % par rapport à 2015.